# Gibanje proti splavu
Gibanje proti splavu je civilnodružbeno gibanje, ki nasprotuje umetnemu splavu ali s tujko abortusu. Namen gibanja je ustvarjanje in nega kulture življenja, spoštovanje človekovega dostojanstva in hkrati opustitev umetnega splavljanja otrok v zakonu.
Vodilo gibanja proti splavu je svetost človekovega življenja, enakopravnost vseh ljudi v očeh Boga in zakona ter zaščita najšibkejših in najranljivejših v naši družbi – mater in otrok.
Cilj je pomagati materam in očetom pred in po porodu ter rešiti otroka v maternici pred splavom. Največji spomenik življenju v Sloveniji je 17. člen Ustave Republike Slovenije, ki je naslovljen: »nedotakljivost človekovega življenja«, in se glasi: »Človekovo življenje je nedotakljivo. V Sloveniji ni smrtne kazni«.
Gibanje proti abortusu je mednarodno (svetovno) gibanje, ki si prizadeva za varovanje vseh otrok povsod, v vseh državah, na vseh celinah.
V Sloveniji je vodilna informativna organizacija  Pohod za življenje je leta 2014 priredilo prvi Shod za življenje. Od leta 2020 pa se vsako leto odvija Pohod za življenje. Od leta 2024 dalje v Kopru, Mariboru in Ljubljani. Leta 2025 se bodo pravtako odvili v Kopru, Mariboru in Ljubljani.
Glavna moralna avtoriteta na področju kulture življenja je Katoliška cerkev.
Boj za pravico do življenja na Slovenskem se bo nadaljeval, dokler ne bo vsako človeško življenje v Sloveniji zaščiteno in nedotakljivo, kot to zagotavlja Ustava Republike Slovenije.

## Argumenti

### Zarodek je človek
Človeško življenje se začne ob oploditvi. To je potrdilo 95% biologov v raziskavi, ki jo je objavila univerza v Chicagu. Kdaj se začne človeško življenje je znanstveno (naravoslovno oz. biološko) vprašanje. Kdaj to življenje smiselno zaščiti, pa je moralno vprašanje. Vsak človek, še posebej najbolj ranljiv in nebranjliv – nerojeni otrok, ima neodtujljivo pravico do življenja in njegovo življenje mora biti zaščiteno.

### Okoliščine rojstva
Zaradi okoliščin, da bo mogoče otrok reven, nesrečen ali posvojen, nam ne da pravice, da ga ubijemo. Sreča je relativna. Nobena morebitna okoliščina, ne da pravice, da otroka ubijemo.

### Pravice
Pravica do izbire/splava je manjšega pomena kot pravica do življenja. Nihče nima pravice odločati, ali nekdo drug živi ali umre.
Pravica do življenja je temeljna človekova pravica, ki jo vsak človek ima. Ni pridobljena s starostjo, velikostjo, razvojno stopnjo, zdravjem, zaželenostjo, gmotnim stanjem ali katerokoli drugo okoliščino.

### Varnost posega
Kljub temu, da je strokovno izveden splav eden najvarnejših posegov v medicini, nekateri nasprotniki splava trdijo, da ima umetni splav za žensko negativne zdravstvene posledice.
Umetni splav ni varen za otroka, čigar življenje končamo. Umetni splav je poleg evtanazije je edini postopek, kjer je cilj dejansko končanje življenja nekoga. Medicina je namenjena zdravljenju ljudi, splav kot evtanazija (samomor s pomočjo, ang. assisted suicide) ne zdravi ničesar in nikogar.

### Povezava med umetnim splavom in rakom dojke
Nekatera gibanja trdijo, da se ženski, ki je opravila splav, poveča možnost obolenja za rakom na dojki.
Znanstveni konsenz, ki ga podpirajo vodilne zdravstvene institucije, je, da so te trditve napačne.

## Verstva v gibanjih proti splavu

### Budizem
Budizem splav prepoznava kot umor, saj gre za prostovoljno uničenje življenja.

### Krščanstvo
Rimokatoliška Cerkev vsako življenje obravnava kot sveto od rojstva do naravne smrti. Posebej se zavzema za varovanje življenja tistih, ki se sami niso zmožni braniti pred nasiljem nad življenjem. Kljub temu je dovoljeno dodeliti odpuščanje tistim, ki so splav povzročili, če "s skesanim srcem prosijo odpuščanja." Za razlago stališča glej Umetni splav.
Katoliška cerkev trdi, da je umetni splav umor otroka v maternici, in ni moralne razlike, če je otrok rojen ali nerojen. Življenje je sveto, saj je Božji dar.

### Islam
Islam splav obsoja. Prepoved izvajanja splava ne velja le v primerih, če je ogroženo materino življenje ali če je bila ženska posiljena.

## Nasilje v gibanjih proti splavu
V Severni Ameriki in Oceaniji, predvsem v ZDA, se nekateri posamezniki proti splavu za doseg svojih ciljev poslužujejo nadlegovanja, terorističnih napadov in umorov. Več zdravnikov, ki so izvajali splave, je bilo tarča umorov. Spletna stran Abortiondocs.org je baza zasebnih podatkov zdravnikov, ki opravljajo splave v ZDA.